# George Enescu
George Enescu (ur. 19 sierpnia 1881 w Liveni, Rumunia, zm. 4 maja 1955 w Paryżu) – rumuński kompozytor, skrzypek, pianista, dyrygent i pedagog, jedna z najważniejszych postaci świata muzycznego w I połowie XX wieku. Twórca Rapsodii rumuńskich oraz nauczyciel takich muzyków jak Ivry Gitlis, Dinu Lipatti, Yehudi Menuhin, Stanisław Wisłocki czy Arthur Grumiaux.

## Życiorys
George Enescu urodził się 19 sierpnia 1881 w Liveni. Bardzo wcześnie zaczął wykazywać talent muzyczny i w wieku 7 lat został przyjęty do konserwatorium w Wiedniu, które ukończył w wieku 13 lat. Został protegowanym królowej Elżbiety Rumuńskiej
W roku 1895 wyjechał do Paryża, gdzie kontynuował naukę u Masseneta i Faurégo.
31 marca 1936 otrzymał komandorię Legii Honorowej.
W 1937 ożenił się z Marią Tescanu-Rosetti, wdową po konserwatywnym polityku Mihailu Cantacuzino.
W latach II wojny światowej mieszkał w Bukareszcie. Znalazł się w kręgu zainteresowania propagandy Rumuńskiej Partii Komunistycznej. Jesienią 1944 został członkiem rumuńskiego stowarzyszenia na rzecz zacieśniania związków z ZSRR. W kwietniu 1946 został zaproszony przez rząd ZSRR do Moskwy. Znalazł się na liście kandydatów do parlamentu z ramienia koalicji Blok partii Demokratycznych, kierowanej przez partię komunistyczną. W ten sposób został towarzyszem politycznym Gheorghe Gheorghiu-Deja i Any Pauker. Nigdy nie pojawił się jednak w parlamencie rumuńskim, ponieważ jesienią 1946 za zgodą przywódców komunistycznych wyjechał z kraju, najpierw do Stanów Zjednoczonych, a następnie do Francji. Do końca życia pozostał członkiem Akademii Rumuńskiej Republiki Ludowej i zachował obywatelstwo Rumunii. Był podejrzewany o współpracę z komunistycznym reżimem. Zwolennicy rumuńskiej monarchii wytykali Enescu to, że nigdy nie skrytykował reżimu komunistycznego.
Od 1947 aż do śmierci mieszkał wraz z żoną w Paryżu.

## Najważniejsze utwory
- Poème roumain, Op. 1 (1897-1898)
- Légende, na trąbkę i fortepian (1906)
- Symfonia koncertująca na wiolonczelę i orkiestrę, Op. 8 (1901)
- I Suita orkiestrowa C-dur, Op. 9 (1903)
- Rapsodie rumuńskie, Op. 11 (1901-1903)
  - I A-dur – najpopularniejszy utwór Enescu, który, ku niezadowoleniu kompozytora, zdominował cały jego dorobek twórczy
  - II D-dur
- Konzertstück na altówkę i orkiestrę Op. 12 (1904)
- I Symfonia Es-dur, Op. 13 (1905)
- II Symfonia A-dur, Op. 17 (1914)
- II Suita orkiestrowa C-dur, Op. 20 (1915)
- III Symfonia C-dur, Op. 21 (1918)
- Dwie sonaty na wiolonczelę i fortepian, Op. 26
  - I f-moll (1898)
  - II C-dur (1935)
- III Suita orkiestrowa D-dur „Villageoise”, Op. 27 (1937-1938)
- Vox Maris, Op. 31 (data powstania nieznana, premiera w 1964) – poemat symfoniczny na sopran, tenor i orkiestrę